# Yuki Nakai
Yuki Nakai (中井祐樹 Nakai Yuki?) (Hokkaido, 18 de agosto de 1970) es un artista marcial mixto japonés, internacionalmente conocido por su papel en la expansión de Shooto y la difusión en Japón del jiu-jitsu brasileño. Nakai fue presidente de la Japan Shooto Association y fundador del Paraestra Shooto Gym, donde ha entrenado a multitud de luchadores nipones, entre los que se cuentan nombres como Shinya Aoki, Masakatsu Ueda y Satoru Kitaoka.

## Carrera
Admirador de Antonio Inoki desde su infancia, Nakai tuvo su primera experiencia en los deportes de combate en la escuela secundaria, donde entrenó en lucha amateur y judo con el sueño de ser luchador profesional. Al entrar en la universidad de Hokkaido, comenzó a entrenar en kosen judo bajo el renombrado maestro Kanae Hirata, ganando el cinturón negro en cuarto curso y participando en la liga Nanatei en 1992, en la que su equipo resultó ganador y rompió la racha de victorias que llevaba el de la universidad de Kioto desde 1981. Así mismo, también se unió de manera amateur a la promoción de artes marciales mixtas Shooto, donde entrenó bajo Satoru Sayama. Fue allí donde Nakai decidió dedicarse a las MMA, y en cuanto Shooto le dio la oportunidad de convertirse en profesional, Nakai abandonó la universidad y se mudó a Yokohama, donde tuvo su debut en 1992 ante Hiroki Noritsugi, ganando por llave de brazo.

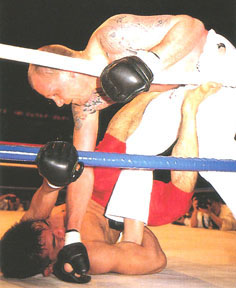
Nakai durante su lucha con Gourdeau.

En 1995, Sayama celebró la segunda edición del evento Vale Tudo Japan, que congregaba a varios de los mejores artistas marciales del mundo, y Nakai, como el campeón de peso wélter de Shooto, fue seleccionado para representar a su empresa en el torneo que se celebraría en dicho evento. Nakai se enfrentaba a un auténtico reto, pues era el luchador más ligero en todo el torneo, y sus oponentes eran usuarios de estilos con los que no había tenido contacto en su vida.
Su primer combate fue contra Gerard Gordeau, un savateur neerlandés con experiencia en Ultimate Fighting Championship que era famoso por sus tácticas ilegales. Nada más empezar, Yuki apresó la pierna de Gordeau entre las suyas para neutralizar sus poderosas patadas y se mantuvo firme en esa posición, por lo que Gordeau procedió a utilizar puñetazos y ataques sucios, atacando con el pulgar el ojo derecho de Nakai y tratando de arrojarle del cuadrilátero. A pesar de sangrar abundantemente, Yuki no cedió, y cuando la lucha fue reiniciada, llevó a Gerard al rincón con un hábil derribo, bregando con él allí hasta que pudo deslizar un gancho al tobillo por sorpresa para lograr la victoria. Aunque el daño a su ojo era grave, el japonés no estaba dispuesto a abandonar el torneo y acudió a la siguiente lucha con un vendaje tapándole la mitad de la cara.
El siguiente enfrentamiento de Nakai fue contra el luchador estadounidense Craig Pittman, quien casi le doblaba en peso. Pittman cargó contra él con rapidez y le hizo bajar al suelo con múltiples puñetazos, mientras Yuki intentaba inmovilizar los brazos del americano y capeaba los golpes rodando por el piso. Entonces, a pesar del enorme tamaño de su oponente, Nakai desplegó su guardia, y mientras Pittman trataba de golpear desde ella, la transicionó en un armbar, ganando el combate.
Finalmente, en la tercera y última ronda del torneo, Nakai se enfrentaría al maestro del jiu-jitsu brasileño Rickson Gracie, considerado ya una leyenda en Japón por su participación en la anterior edición del torneo. Comenzando con un forcejeo, Nakai atrapó a Rickson en su guardia y contuvo sus intentos de salir de ella, pero después de un forcejeo, el brasileño hizo valer la principal ventaja de su arte y logró revertirla en un control lateral, pasando luego a la posición montada. Yuki cometió un descuido y permitió a Rickson ganar su espalda, y al final, Gracie ganó la lucha con una estrangulación posterior, alzándose también con la victoria del torneo.
Nakai quedó permanentemente ciego del ojo derecho debido a los ataques de Gordeau y a su negativa a abandonar el torneo para recibir asistencia médica, pero Sayama le sugirió ocultar su ceguera al público para no dañar la reputación de las MMA. Nakai empezó a interesarse por el jiu-jitsu brasileño al ver a Royler Gracie vencer a Noboru Asahi al año siguiente, y decidió competir en este arte, ya que su lesión ocular le impedía seguir en las MMA. Nakai entrenó con Enson Inoue, y participó en su primer torneo, el Gracie Honolulu Open de Relson Gracie, en 1996. Su éxito fue tal que al cabo del tiempo ganó el campeonato panamericano en categoría de cinturón marrón, y al tercer año recibió el cinturón negro por cualificación de Carlos Gracie Jr., convirtiéndose en el primer japonés en recibir este grado en la disciplina brasileña.
En 1997, Nakai abrió su propio dojo, Paraestra Shooto Gym.

## Campeonatos y logros
- Shooto
  - Shooto Welterweight Championship (1 vez)

## Récord en artes marciales mixtas
| Resultado | Récord | Oponente            | Método                        | Evento                                 | Fecha                    | Ronda | Tiempo | Localización | Notas                                   |
| --------- | ------ | ------------------- | ----------------------------- | -------------------------------------- | ------------------------ | ----- | ------ | ------------ | --------------------------------------- |
| Derrota   | 9-2-1  | Rickson Gracie      | Sumisión (rear naked choke)   | Vale Tudo Japan 1995                   | 20 de abril de 1995      | 1     | 6:22   | Tokio, Japón |                                         |
| Victoria  | 9-1-1  | Craig Pittman       | Sumisión (cross armbar)       | Vale Tudo Japan 1995                   | 20 de abril de 1995      | 2     | 7:32   | Tokio, Japón |                                         |
| Victoria  | 8-1-1  | Gerard Gordeau      | Sumisión (heel hook)          | Vale Tudo Japan 1995                   | 20 de abril de 1995      | 4     | 2:41   | Tokio, Japón |                                         |
| Victoria  | 7-1-1  | Hiraoki Matsutani   | Sumisión (heel hook)          | Shooto: Vale Tudo Access 3             | 21 de enero de 1995      | 1     | 0:20   | Tokio, Japón |                                         |
| Victoria  | 6-1-1  | Kazuhiro Kusayanagi | Decisión (unánime)            | Shooto: Vale Tudo Access 2             | 7 de noviembre de 1994   | 4     | 4:00   | Tokio, Japón | Por el Shooto Welterweight Championship |
| Empate    | 5-1-1  | Arthur Cathiard     | Empate                        | Shooto: Vale Tudo Access               | 26 de septiembre de 1994 | 3     | 8:00   | Tokio, Japón |                                         |
| Victoria  | 5-1    | Kyuhei Ueno         | Sumisión (arm triangle choke) | Shooto - Professional Shooting Vol.29  | 6 de mayo de 1994        | 5     | 0:52   | Tokio, Japón |                                         |
| Victoria  | 4-1    | Jun Kikawada        | Sumisión (heel hook)          | Shooto - New Stage Battle of Wrestling | 11 de marzo de 1994      | 1     | 0:27   | Tokio, Japón |                                         |
| Victoria  | 3-1    | Jun Kikawada        | Sumisión (heel hook)          | Seishinkaikan                          | 23 de febrero de 1994    | 1     | 0:52   | Tokio, Japón |                                         |
| Derrota   | 2-1    | Noboru Asahi        | Decisión (unánime)            | Shooto - Professional Shooting Vol.26  | 25 de noviembre de 1993  | 5     | 3:00   | Tokio, Japón |                                         |
| Victoria  | 2-0    | Masakazu Kuramochi  | Sumisión (heel hook)          | Shooto - Professional Shooting Vol.24  | 24 de junio de 1993      | 2     | 1:36   | Tokio, Japón |                                         |
| Victoria  | 1-0    | Hiroki Noritsugi    | Sumisión (Kimura lock)        | Shooto - Professional Shooting Vol.23  | 26 de abril de 1993      | 1     | 0:53   | Tokio, Japón |                                         |